# 市川筵女
市川 莚女（いちかわ えんじょ、1868年（明治元年） - 1944年（昭和19年）9月11日）は、明治から昭和にかけて活動した歌舞伎役者。
明治5年 (1872年) 十代目片岡仁左衛門に入り片岡久我松。のち三代目澤村田之助の弟子となり澤村小田之を名乗る。師匠と死別したのち田之助の姉の養子となり沢村曙山を名乗り東京の舞台に出演する様になる。明治26年（1883年）に養家と不和となり離縁され彼の身を案じた初代市川左團次の誘いもあり彼の門人となり市川莚女と名乗る。左團次の一座で専ら女形役を演じたり、小芝居の宮戸座に出演したりしていた。初代左團次の死後は二代目市川左團次の一座で引き続き活躍したが大正時代に入り関西に移籍し初代中村鴈治郎一座で老女形として活躍した。
『仮名手本忠臣蔵・六段目』のおかや、『双蝶々曲輪日記・引窓』のお幸などを得意とした。また初代鴈治郎死去後の昭和10年 (1935年) 10月の明治座、『競伊勢物語』では初代中村吉右衛門の紀有常に相方で小よしを演じて評判を呼んだ。品格に欠けるが老巧な芸であった。